# Liste der Monuments historiques in Tanzac
Die Liste der Monuments historiques in Tanzac führt die Monuments historiques in der französischen Gemeinde Tanzac auf.

## Liste der Bauwerke
| Bezeichnung        | Beschreibung              | Standort | Kennzeichnung | Schutzstatus | Datum | Bild           |
| ------------------ | ------------------------- | -------- | ------------- | ------------ | ----- | -------------- |
| Kirche St-Saturnin | Erbaut im 12. Jahrhundert | (Lage)   | PA00105280    | Classé       | 1958  | weitere Bilder |

## Liste der Objekte
| Bezeichnung                     | Beschreibung                    | Standort                         | Kennzeichnung | Schutzstatus | Datum | Bild |
| ------------------------------- | ------------------------------- | -------------------------------- | ------------- | ------------ | ----- | ---- |
| Weihwasserbecken                | Stein, 18. Jahrhundert          | in der Kirche St-Saturnin (Lage) | PM17000539    | Classé       | 1984  |      |
| Kanzel                          | Stein und Holz, 18. Jahrhundert | in der Kirche St-Saturnin (Lage) | PM17000538    | Classé       | 1984  |      |
| Zwei Altäre und zwei Tabernakel | Stein und Holz, 18. Jahrhundert | in der Kirche St-Saturnin (Lage) | PM17001316    | Inscrit      | 1982  |      |